# Place Bel-Air (Lausanne)
Pour les articles homonymes, voir Bel Air.
La place Bel-Air est une place de Lausanne, située dans le quartier du Centre.

## Histoire

### Avant la place Bel-Air
Le site de l'actuelle place Bel-Air est occupé jusqu'au XVIIIe siècle par des jardins (les terreaux), par un chemin qui longe l'extérieur des remparts de la ville jusqu'à Pépinet et par des vignes. Il est nommé dans la première moitié du XIXe siècle « derrière l'Halle de Saint-Laurent ». Le charpentier Francis Hugonet achète un terrain dans les vignobles pour y construire son atelier en 1816-1817 ; sa maison est la première du quartier. En 1829 est construite la villa « Le Bosquet » à l'emplacement de l'actuelle tour Bel-Air. L'Oratoire de Mauborget ouvre en 1832. En décembre 1845, le Conseil d'État interdit les réunions religieuses hors de l’Église officielle. Le bâtiment de l'Oratoire est transformé quelques années plus tard en atelier avant d'abriter divers commerces,.

### Construction du Grand-Pont et création de la place
Jusqu'au milieu du XIXe siècle, le trajet entre Chauderon et Saint-François passe par la rue de l'Ale et le Grand-Saint-Jean avant de descendre dans le vallon du Flon et de traverser le pont de Pépinet pour remonter sur saint-François, ou par le chemin de « derrière les Terreaux ». En 1836, Adrien Pichard, ingénieur cantonal vaudois, conçoit ce qu’il appelle la « traversée de Lausanne ». Il propose de créer un boulevard annulaire à faible dénivellation, qui envelopperait la cité médiévale et sur lequel viendraient se greffer les grandes artères internationales. La « ceinture Pichard » nécessite notamment la construction d'un pont sur le Flon pour relier l'est et l'ouest de la ville. Le pont Pichard, qui prendra par la suite le nom de Grand-Pont, est terminé en 1844 ; il relie Saint-François à la place Bel-Air. Afin de drainer l'augmentation de trafic en provenance et en direction de Genève et d'Yverdon qui en découle, une nouvelle route est percée vers 1845 : la route des Terreaux, entre Bel-Air et Chauderon ; sa création entraîne la démolition partielle des dépendances de la villa « Le Bosquet » et le déplacement de la fontaine posée entre 1817 et 1827. La place Bel-Air, située entre le pont et la nouvelle route, naît par la même occasion,,.

### Seconde moitié duXIXesiècle
L'Église libre crée en 1856 une chapelle aux Terreaux, à l'emplacement d'un ancien manège. Le Café Bel-Air, qui donnera son nom à la place, ouvre en 1861 ; il deviendra le local de réunion de la société estudiantine de Belles-Lettres. L'immeuble situé à l'angle des rues Haldimand et du Grand-Pont est édifié en 1865. Une fontaine est installée en 1870 au pied du mur de soutènement du Café Bel-Air ; elle sera déplacée en 1900 au début du chemin des Fleurettes. La Caisse Hypothécaire cantonale construit le bâtiment situé place Bel-Air no 2 et y aura son siège dès 1879. En 1911, la banque, devenue le Crédit foncier vaudois transférera son siège à Chauderon, dans un nouvel édifice. Le chemin des Moulins, qui descend au Flon en longeant la villa « Le Bosquet » fait place à un escalier vers 1896-1899 ; il prendra le nom d'escaliers Bel-Air,.
En 1897, la ville achète l'îlot situé au nord-ouest de la place, à l'angle des rues Mauborget et des Terreaux (et qui abrite notamment l'ancien Oratoire de Mauborget) et le fait démolir l'année suivante pour le reconstruire à neuf. Le bâtiment situé en face, à l'angle Mauborget/place Bel-Air, est construit en 1899-1900 et la station de fiacre est déplacée à côté du poids public de la place Chauderon,. L'immeuble abrita le Kursaal, théâtre de variété. Oeuvre des architectes Regamey et Meyer, cet édifice comportait une salle de spectacle de 225 mètres carrés "bonbonnière", très Belle Époque avec ses murs décorés de nymphes et son plafond en verrière, où 500 personnes trouvaient place dans le style des cabarets-théâtres parisiens du début du 20ème siècles,. Le cinéma fait ensuite son apparition, en muet, puis en sonore en 1932. Devenu le Bel-Air en 1933, puis en 1935 le Studio 10 qui ne passait que des films en VO, reprend ensuite le nom de cinéma Bel-Air, et en 1992 devient le Ciné Qua Non jusqu'en 2006.

### XXesiècle

#### Gare de Bel-Air du chemin de fer Lausanne-Ouchy (LO)
À partir de 1877, la construction d'un funiculaire, appelé chemin de fer Lausanne-Ouchy (LO), permet aux marchandises arrivées en bateau d'être transférées d'Ouchy, au bord du Léman, jusqu'au Flon, au centre de Lausanne, par le rail,. La gare de Bel-Air est construite en 1900 par l’architecte Francis Isoz ; Elle est inaugurée le 6 juin 1902. Elle prend, en raison de sa forme, le surnom de « La Banane » . L'édifice sert d’entrepôt et possède un élévateur capable de hisser les wagons de la vallée du Flon à la place Bel-Air. Les wagons empruntent ensuite le réseau de tramways des Transports publics de la région lausannoise qui fait le lien avec la gare du LEB de Lausanne-Chauderon. Lorsque la gare  de marchandises est transférée au milieu du siècle à Sébeillon, la gare de Bel-Air ferme ses portes. Le toit de l'immeuble est utilisé comme parking,.

#### Tour Bel-Air

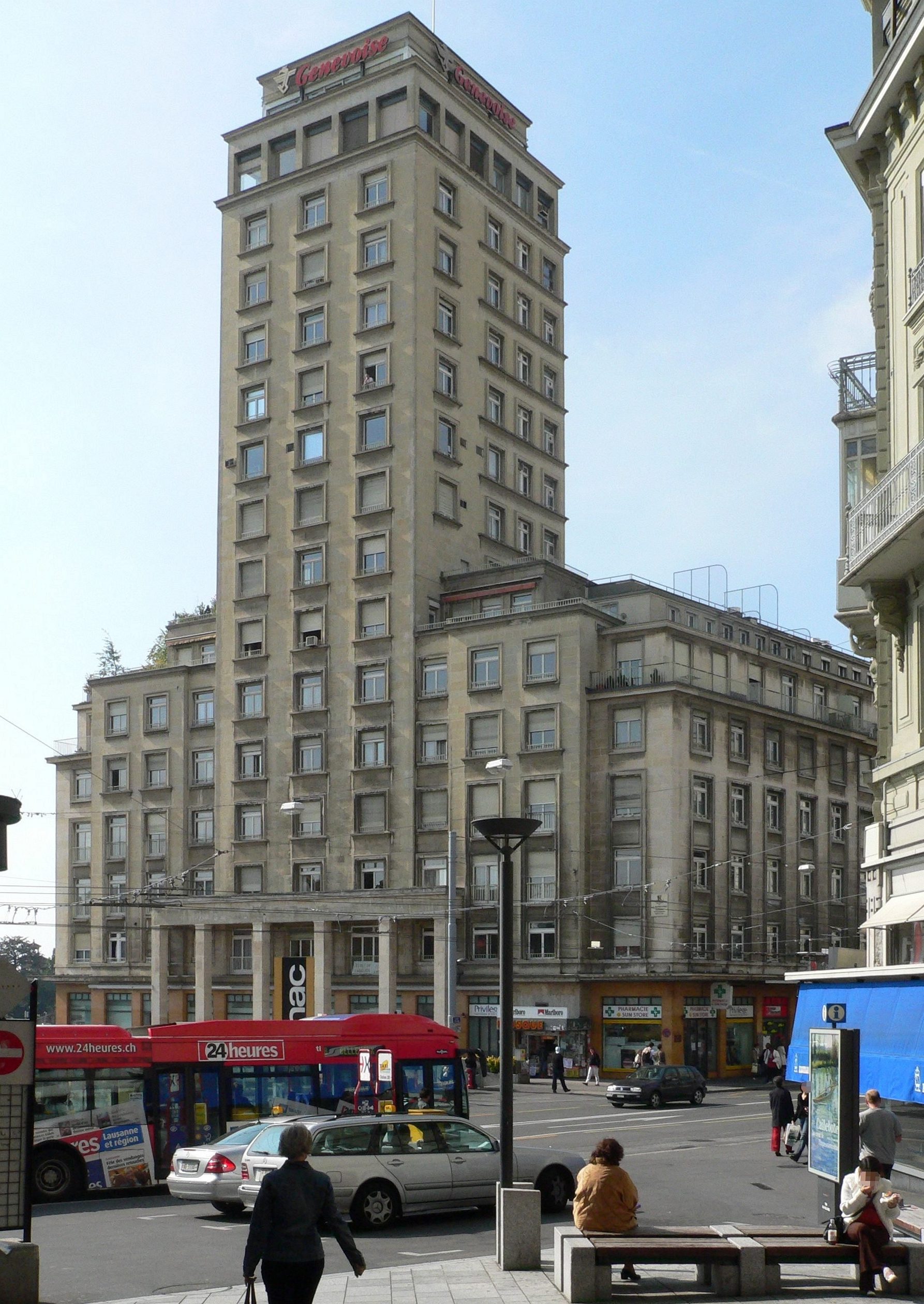
La tour Bel-Air en 2020.

Vers 1929, et malgré une vive polémique, la construction d'un nouvel îlot comprenant une tour de 68 m est décidée. Œuvre de l'architecte Alphonse Laverrière, il est construit entre 1931 et 1932 au sud-ouest de la place et au sud de la rue des Terreaux, entraînant le suppression de la villa « Le Bosquet ». Il comprend des bureaux, des appartements et le Métropole qui est, avec ses 1 600 places, le plus grand cinéma de Suisse. La tour Bel-Air domine le complexe et donne directement sur la place. L'ensemble est vendu à La Genevoise Assurances. Le Métropole ferme ses portes en 1988. En 1992, classé monument historique, il est transformé en salle de concerts et de spectacles,,,,.

### XXIesiècle

#### Terrasse Jean-Monnet

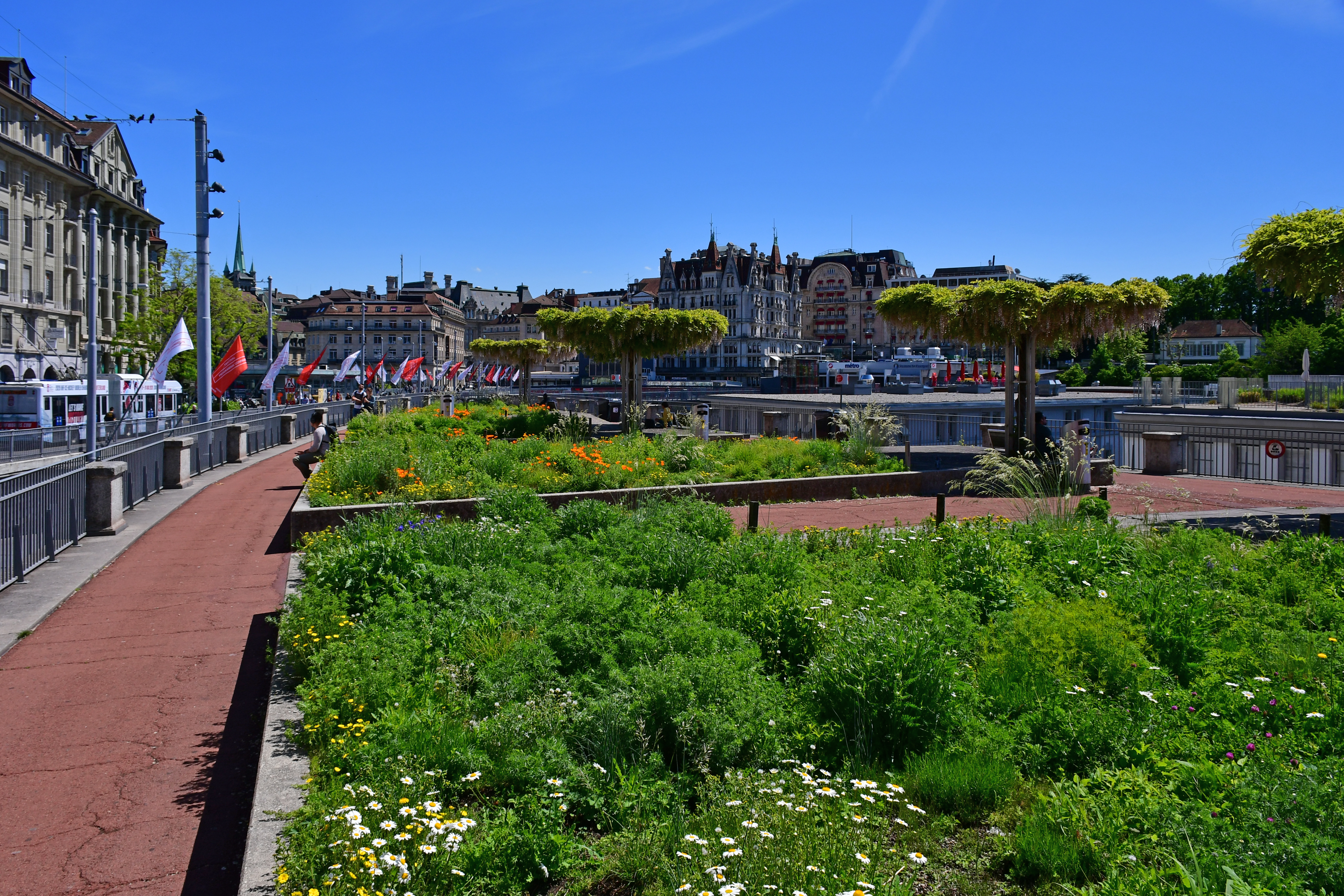
La terrasse Jean-Monnet.

Le toit de l'ancienne gare de Bel-Air, situé au niveau de la place Bel-Air, sert de parking jusqu'au début du siècle. Le propriétaire de l'immeuble, la société Lausanne-Ouchy Holding SA, décide ensuite de le rénover et son toit est transformé en terrasse (dotée d'un plancher en bois, de bancs, de grands bacs de verdure et de grandes structures métalliques rappelant des parasols et qui supportent des glycines) dont l'aménagement se termine en 2002 et qui prend le nom de « terrasse Jean-Monnet ».
La tour Bel-Air est entièrement rénovée entre 2013 et 2016.

## Situation et accès
La place Bel-Air se trouve dans le quartier du centre. Elle est traversée par la rue des Terreaux, venant de la place Chauderon, à l'ouest. La rue, appelée rue du Grand-Pont à l'est de la place, mène à la place Saint-François par le Grand-Pont. La rue Mauborget, réservée aux transports publics, débouche au nord de la place. La rue Mauborget 2, a eu la particularité d'abriter le premier magasin Migros du canton de Vaud, qui aujourd'hui ne se trouve plus dans l'immeuble, mais au centre commercial Métropole ouvert en 1988. Il a ouvert le 25 novembre 1946 après treize ans de lutte pour imposer un magasin Migros, qui a eu une forte résistance de la part des commerçants. Le 17 novembre 1946, les citoyens du canton sont même passés par les urnes et rejette par 33 500
non contre 31 900 oui, l'amendement constitutionnel interdisant Migros,. La rue Haldimand, piétonne, qui vient de la place Saint-Laurent, débouche au nord-est de la place.

### Transports publics
Le réseau des TL est formé en étoile. La plupart des lignes urbaines transitent par les trois places alignées de Saint-François, Bel-Air et Chauderon.
- Bus : 1 2 4 6 7 8 9 16 17[24]

## Description
Place carrefour, la place Bel-Air, allongée dans l'axe est-ouest, est principalement occupée par la large rue des Terreaux/rue du Grand-Pont, qui la traverse. Bâtiment emblématique de la ville, la tour Bel-Air domine le sud-ouest de la place. Elle est bordée au sud par la terrasse Jean-Monnet. Le bâtiment de la place Bel-Air no 2 est connu depuis 1949 pour son enseigne publicitaire lumineuse pour la marque d'amaro Campari, rénovée en 2011.

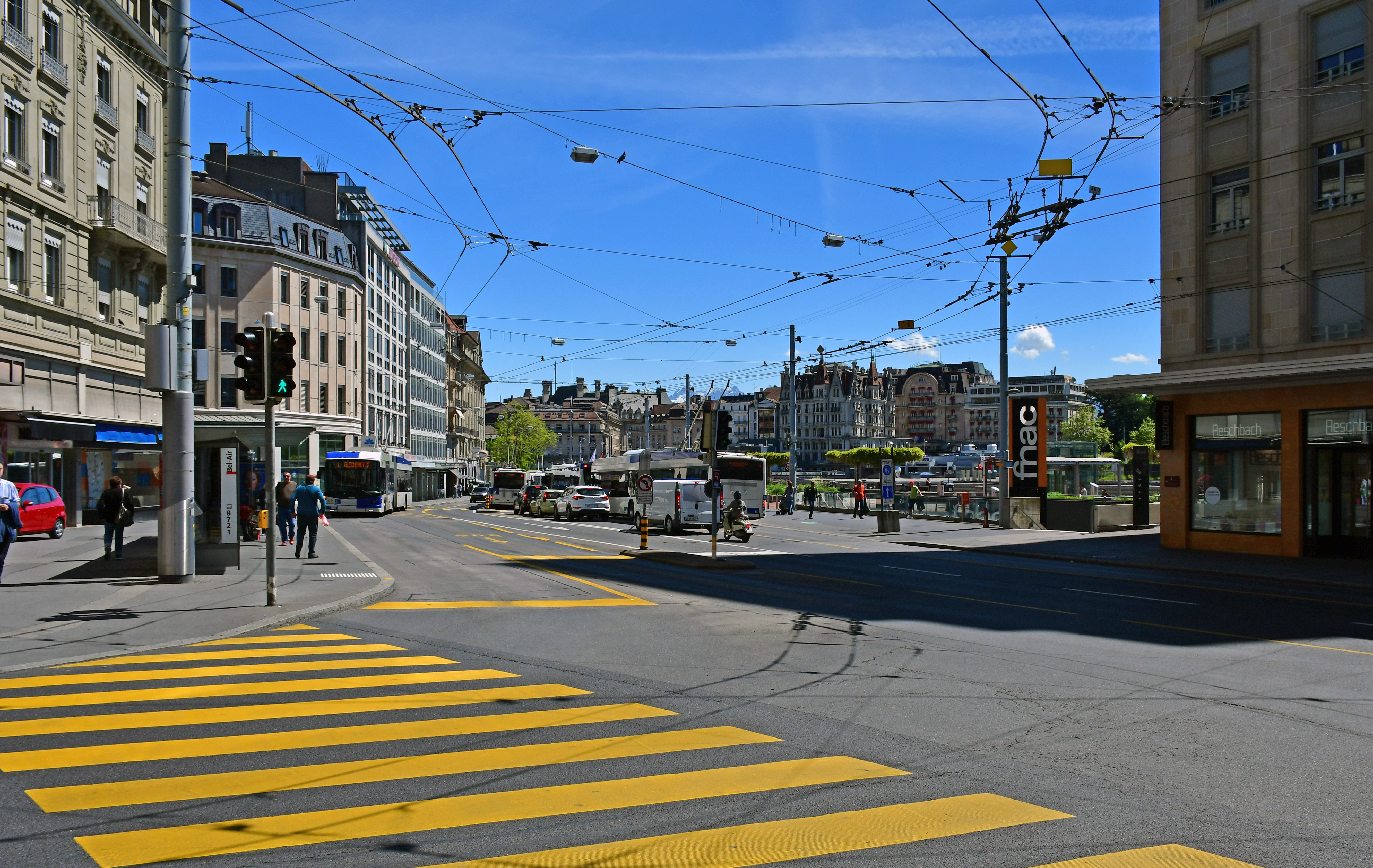
La place vue de l'est.
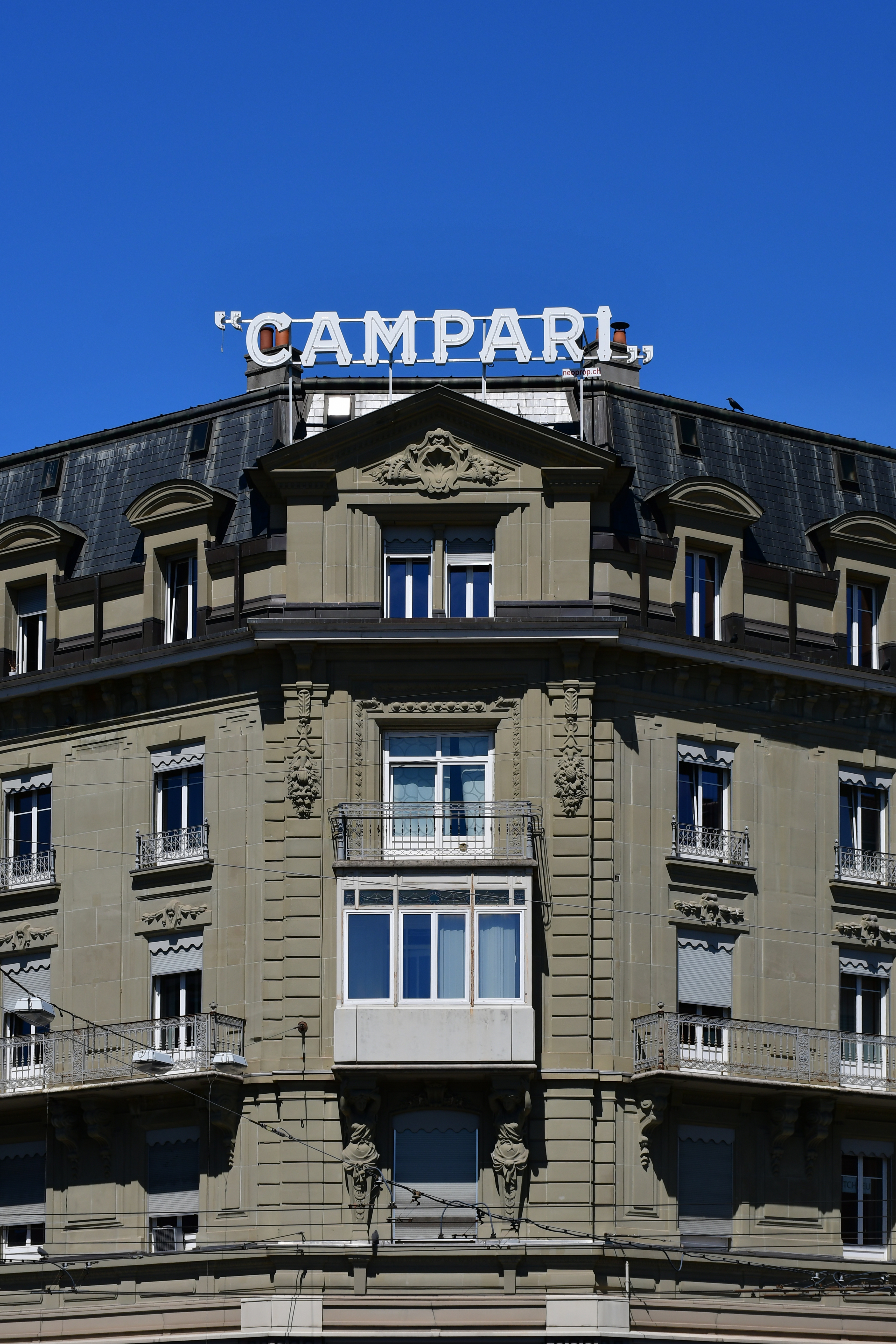
L'enseigne publicitaire pour Campari, installée en 1949.